# 33-я стрелковая бригада
33-я отдельная стрелковая бригада — воинское соединение СССР в Великой Отечественной войне

## История
Формировалась с 22 октября 1941 года по приказу «О сформировании 50-ти отдельных стрелковых бригад» № 00105 от 14 октября 1941 года в Архангельской области на территории 23-го лесозавода, затем в посёлке Архбумстрой Исакогорского района. Заканчивала формирование в Молотовске (ныне Северодвинск).
В действующей армии с 4 февраля 1942 по 20 октября 1942 и с 12 февраля 1943 по 10 октября 1943 года.
20 января 1942 года бригада начала переброску на фронт, разгрузилась в Волхове, где в начале февраля 1942 года вошла в состав 4-го гвардейского стрелкового корпуса. Введена в бой между Посадниковым Островом и Погостье для развития прорыва 54-й армии 15 марта 1942 года и прорвав оборону в районе деревни Шала, наступала почти без сопротивления противника до реки Тигоды, где была остановлена, и после тяжёлых, но безуспешных боёв у деревень Кондуи и Макарьевской Пустыни, 11 мая 1942 года бригада была выведена на переформирование и доукомплектование в Оломну. 28 мая 1942 года заняла второй оборонительный рубеж в районе Кривино, Нанежно, Язвинка.
К началу Синявинской наступательной операции насчитывала в своём составе 816 человек и 7 орудий. К 1 октября 1942 года бригада вышла с западного берега реки Чёрная и на этот день насчитывала в своём составе 724 человека личного состава и 2 орудия. Выйдя из окружения, бригада сосредоточилась в районе станции Валдай, затем переправлена в Торжок.
Доукомплектовывалась и проходила подготовку в Торжке. Директивой Ставки ВГК № № 46008 от 26 января 1943 года командующему войсками Московского военного округа было приказано полностью доукомплектовать бригаду до 1 февраля 1943 года и подготовить её к отправке на фронт. В первой декаде февраля 1943 года направлена на фронт, где принимала участие в преследовании войск противника, отводящего войска из «демянского мешка». В марте 1943 года вела боевые действия за овладение рубежом: Борок, Сёмкина Горушка (южнее Пенно), теряет с 10 по 20 марта 1943 года в наступательных боях 112 человек только убитыми, в апреле 1943 года отведена в резерв, вновь приступила к обороне в конце мая 1943 года в районе деревни Ващенка.
10 октября 1943 года обращена на формирование 319-й стрелковой дивизии.

## Состав
На 6 октября насчитывала 747 человек (по штату — 6000), лошадей — 151 (836), автомашин — 53 (20), мотоциклов — 2 (4), винтовок и карабинов — 273 (2172), автоматических винтовок — 2 (1244), станковых пулемётов — 1 (75), ручных пулемётов — 9 (75), ППД — 163 (1124), крупнокалиберных пулемётов — 7 (15), ПТР — 7, 76-мм пушек — 5 (20), 45-мм пушек — 1 (12), 120-мм миномётов — 2 (12), 82-мм миномётов — 7 (48), радиостанций 6-ПК — 3 (24), ампуломётов — 1 (24).
- 1-й отдельный стрелковый батальон
- 2-й отдельный стрелковый батальон
- 3-й отдельный стрелковый батальон
- 4-й отдельный стрелковый батальон
- отдельный миномётный батальон (82 мм)
- отдельный батальон автоматчиков
- отдельный пулемётный батальон
- отдельный миномётный дивизион (120 мм)
- отдельный истребительно-противотанковый дивизион
- отдельный артиллерийский дивизион
- отдельная рота связи
- отдельная рота разведчиков
- отдельная сапёрная рота
- отдельная автотранспортная рота подвоза
- отдельная медико-санитарная рота
- управление бригады

## Подчинение
| Дата            | Фронт (округ)                                              | Армия               | Корпус                            | Примечания                                            |
| --------------- | ---------------------------------------------------------- | ------------------- | --------------------------------- | ----------------------------------------------------- |
| 01.11.1941 года | Архангельский военный округ                                | -                   | -                                 | -                                                     |
| 01.12.1941 года | Архангельский военный округ                                | -                   | -                                 | -                                                     |
| 01.01.1942 года | Архангельский военный округ                                | -                   | -                                 | -                                                     |
| 01.02.1942 года | Архангельский военный округ                                | -                   | -                                 | -                                                     |
| 01.03.1942 года | Ленинградский фронт                                        | -                   | 4-й гвардейский стрелковый корпус | -                                                     |
| 01.04.1942 года | Ленинградский фронт                                        | 54-я армия          | 4-й гвардейский стрелковый корпус | -                                                     |
| 01.05.1942 года | Ленинградский фронт (Группа войск Волховского направления) | 54-я армия          | 4-й гвардейский стрелковый корпус | -                                                     |
| 01.06.1942 года | Ленинградский фронт (Волховская группа войск)              | 54-я армия          | 4-й гвардейский стрелковый корпус | -                                                     |
| 01.07.1942 года | Волховский фронт                                           | 54-я армия          | 4-й гвардейский стрелковый корпус | -                                                     |
| 01.08.1942 года | Волховский фронт                                           | 54-я армия          | 4-й гвардейский стрелковый корпус | -                                                     |
| 01.09.1942 года | Волховский фронт                                           | -                   | 4-й гвардейский стрелковый корпус | передана с 8 сентября 1942 в состав 2-й ударной армии |
| 01.10.1942 года | Волховский фронт                                           | 2-я ударная армия   | 4-й гвардейский стрелковый корпус | -                                                     |
| 01.11.1942 года | Резерв Ставки ВГК                                          | 3-я резервная армия | -                                 | -                                                     |
| 01.12.1942 года | Резерв Ставки ВГК                                          | 3-я резервная армия | -                                 | -                                                     |
| 01.01.1943 года | Резерв Ставки ВГК                                          | 3-я резервная армия | -                                 | -                                                     |
| 01.02.1943 года | Московский военный округ                                   | -                   | -                                 | -                                                     |
| 01.03.1943 года | Северо-Западный фронт                                      | 68-я армия          | -                                 | -                                                     |
| 01.04.1943 года | Северо-Западный фронт                                      | 1-я ударная армия   | -                                 | -                                                     |
| 01.05.1943 года | Северо-Западный фронт                                      | 1-я ударная армия   | -                                 | -                                                     |
| 01.06.1943 года | Северо-Западный фронт                                      | 1-я ударная армия   | -                                 | -                                                     |
| 01.06.1943 года | Северо-Западный фронт                                      | 1-я ударная армия   | -                                 | -                                                     |
| 01.07.1943 года | Северо-Западный фронт                                      | 1-я ударная армия   | -                                 | -                                                     |
| 01.08.1943 года | Северо-Западный фронт                                      | 1-я ударная армия   | -                                 | -                                                     |
| 01.09.1943 года | Северо-Западный фронт                                      | 1-я ударная армия   | -                                 | -                                                     |
| 01.10.1943 года | Северо-Западный фронт                                      | 1-я ударная армия   | 90-й стрелковый корпус            | -                                                     |

## Командиры
- полковник Зарецкий, Павел Филиппович